# Melanophryniscus estebani
Espèce
Melanophryniscus estebani est une espèce d'amphibiens de la famille des Bufonidae.

## Répartition
Cette espèce est endémique d'Argentine. Elle se rencontre à Alpa Corral dans le département de Río Cuarto dans la province de Córdoba et à La Carolina dans le département de Coronel Pringles dans la province de San Luis.

## Étymologie
Cette espèce est nommée en l'honneur de Esteban Orlando Lavilla.

## Publication originale
- Céspedez, 2008 : Una nueva especie de Melanophryniscus Gallardo, 1961 de Argentina (Amphibia: Anura: Bufonidae). FACENA. Facultad de Ciencias Exactas y Naturales y Agrimensura, Universidad Nacional del Nordeste, Corrientes, Argentina, vol. 24, p. 35-48.